# Hatten Baratli
Hatten Baratli, né le 9 janvier 1991 à Djeddah, est un footballeur tunisien évoluant au poste de milieu de terrain.

## Carrière
Il est formé dès son jeune âge au Club athlétique bizertin alors que le club obtient durant deux saisons consécutives la quatrième place de la Ligue I ; il fait également partie de l'équipe de Tunisie espoirs.
En fin de contrat, il refuse les offres du comité directeur du club et se voit sollicité par le club autrichien du Rapid Vienne. Toutefois, le 11 juillet 2011, il signe un nouveau contrat de deux ans avec le Club athlétique bizertin. En 2012, il rejoint le Club africain avant de revenir au Club athlétique bizertin deux ans plus tard.
Le 20 décembre 2011, il est appelé par le sélectionneur national Sami Trabelsi pour un stage avec l'équipe nationale en Espagne, à l'occasion de deux rencontres amicales face aux sélections basque et catalane dans le cadre de la préparation à la CAN 2012. Le 29 décembre, il participe à sa première rencontre avec l'équipe de Tunisie face au Pays basque, en entrant dans la seconde période à la place de Khaled Korbi.